# X-Moto
X-Moto je open source 2D motokrosová plošinovka vyvíjená pro GNU/Linux. Důležitou roli v ní hraje fyzika. Základní herní princip je klonem Elasto Manie, ale fyzikální simulace jsou mírně odlišné. Projekt začal v roce 2005.

## Přehled
Hra neobsahuje žádný příběh ani zápletku, není ani důležité v jakém pořadí se úrovně hrají, ale doporučuje se začít od prvních dodaných úrovní. Stejně jako v Elasto Manii může být hra pro začátečníky velmi obtížná.

### Základy hry
Hráčovým úkolem je v každé úrovni posbírat jahody a poté se dotknout květiny. V tom se mu snaží zabránit náročný terén a „ničiče“, kterých se hráč nesmí dotknout. Ve většině úrovní nejsou žádné pohyblivé objekty. Jezdci se při pádu z výšky nic nestane, zemře pouze při dotyku hlavou s terénem, nebo při dotyku hlavou či koly s ničičem.

### Rozdíly oproti Elasto Manii
Hlavními rozdíly jsou otevřenost kódu, jiná fyzika umožňující náročnější kaskadérské kousky a rozšiřitelnost díky skriptovatelným úrovním.

### Grafika a zvuk
Grafika je jednoduchá, hra se odehrává ve dvou rozměrech, i když hra používá OpenGL. Zvuků je velmi málo. Hra obsahuje jen zvuk motoru, výhry, prohry a hudbu v menu.

## Přednosti
- 2D grafika ve vysokém rozlišení využívající OpenGL akceleraci pro rychlé vykreslování.
- Rozšiřitelnost vlastními úrovněmi (editor je součástí), úrovně lze stahovat z internetu.
- Úrovně lze vytvářet i pomocí Inkscape.
- Používá Open Dynamics Engine pro simulace fyziky.
- Úrovně jsou skriptovatelné pomocí jazyka Lua, lze měnit polohu objektů, gravitaci a přidávat další ovládací prvky.
- Replaye.
- Online nejlepší časy, včetně replayů.
- Skinovatelnost.
- Duch – zobrazuje replay během hraní.